# Hypognatha
Hypognatha là một chi nhện trong họ Araneidae.